# 인천광역시여성의광장
인천광역시여성의광장(仁川廣域市女性-廣場)은 인천광역시에 거주하는 여성의 사회진출에 필요한 전문지식 습득과 능력배양, 양성평등 의식 확산을 위한 여성교류의 장 역할을 위하여 인천광역시청 산하에 설치된 사업소이다.
관장은 지방서기관으로 보한다.

## 연혁
- 2004년 6월 1일: 인천광역시여성복지관의 분관으로 설치
- 2006년 1월 9일: 별도 사업소로 분리

## 조직
관장
- 교육운영팀